# Pretty Lights

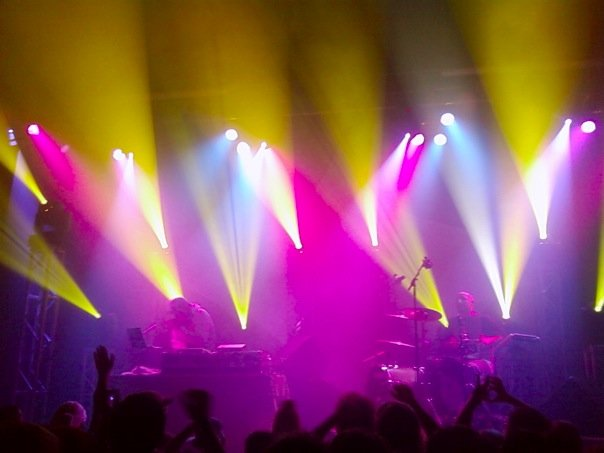
Pretty Lights bei einem Konzert in Boulder, Colorado

Pretty Lights, eigentlich Derek Vincent Smith (* 25. November 1981 in Fort Collins, Vereinigte Staaten) ist ein amerikanischer Musiker.

## Geschichte
Derek Smith beschäftigte sich bereits während seiner Schulzeit mit Hip-Hop. Nachdem er die Highschool beendet hatte, begann er ein Studium an der Universität von Colorado in Boulder, welches er allerdings nach einem Jahr wieder beendete, um sich voll und ganz auf seine Musik zu konzentrieren. Seine Priorität war inzwischen zu Rave gewechselt. Seit 2006 veröffentlichte er fünf Alben und drei EPs, die alle zum freien Download auf seiner Homepage stehen. Pretty Lights hatte 2009 und 2010 erste Live-Auftritte auf großen amerikanischen Festivals, wie dem Coachella Valley Music and Arts Festival oder dem Ultra Music Festival. Im Jahr 2011 gründete er ein eigenes Plattenlabel unter dem Namen Pretty Lights Music. Bei diesem Label sind momentan Michal Menert, Break Science, Gramatik, Paul Basic, Eliot Lipp und SuperVision unter Vertrag. Am 2. Juli 2013 veröffentlichte er das Album A Color Map of the Sun. Für dieses Album nutzte Pretty Lights nicht wie bisher Samples, die er anderen Songs entnahm, sondern produzierte mit Hilfe anderer Musiker eine eigene Sample-Sammlung. Hierfür reiste er durch die USA und nutzte Studios in Brooklyn, New Orleans und Denver, in denen er produzierte und aufnahm.
A Color Map of the Sun wurde bei den Grammy Awards 2014 in der Kategorie Best Dance/Electronica Album nominiert.

## Stil
Die Musik von Pretty Lights basiert hauptsächlich auf Samples und ist eine Mischung aus vielen Genres unter anderem von Electronic, Funk, Hip-Hop, Soul und Trip-Hop.

## Diskografie

### Alben
- 2006: Taking Up Your Precious Time
- 2008: Filling Up The City Skies
- 2009: Passing By Behind Your Eyes
- 2013: A Color Map of the Sun
- 2013: A Color Map Of The Sun Remixes

### EPs
- 2010: Glowing in The Darkest Night
- 2010: Making Up a Changing Mind
- 2010: Spilling Over Every Side

### Singles
- 2011: PL vs Radiohead vs Nirvana vs NIN
- 2011: I Know The Truth
- 2011: Pretty Lights vs Summertime
- 2011: Country Roads (Pretty Lights Remix)
- 2011: Pretty Lights vs Led Zeppelin
- 2011: "It's Tricky" (Pretty Lights Remix)
- 2012: We Must Go On
- 2012: You Get High
- 2012: Halloween Funtime Remix
- 2012: Pretty Lights vs. The End Of The World
- 2013: The Day is Gone
- 2013: Around the Block (feat. Talib Kweli)
- 2013: Around the Block (feat. Talib Kweli) (Datsik Remix)

## Auszeichnungen und Nominierungen

### Nominierungen
- Grammy Awards
  - 2014: in der Kategorie „Best Dance/Electronica Album“